# 1898年全米選手権 (テニス)
1898年 全米選手権（1898ねんぜんべいせんしゅけん）に関する記事。

## 大会の流れ
- 1881年から1967年まで、全米選手権は各部門が個別の名称を持ち、大会会場も別々のテニスクラブで開かれた。これが他の3つのテニス4大大会と大きく異なる点である。
  - 男子シングルス　名称：全米シングルス選手権（U.S. National Singles Championship）／会場：ロードアイランド州、ニューポート・カジノ　（最初の会場、1914年まで）
  - 男子ダブルス　名称：全米ダブルス選手権（U.S. National Doubles Championship）／会場：ロードアイランド州、ニューポート・カジノ　（最初の会場に戻る。1894年-1914年まで）
  - 女子シングルス　名称：全米女子シングルス選手権（U.S. Women's National Singles Championship）／会場：ペンシルベニア州、フィラデルフィア・クリケット・クラブ　（女子部門競技はすべてこの会場、1887年-1920年まで）
  - 女子ダブルス　名称：全米女子ダブルス選手権（U.S. Women's National Doubles Championship）／会場：フィラデルフィア・クリケット・クラブ　（1889年-1920年まで）
  - 混合ダブルス　名称：全米混合ダブルス選手権（U.S. Mixed Doubles Championship）／会場：フィラデルフィア・クリケット・クラブ　（1892年-1920年まで）
- 男女シングルスでは、「チャレンジ・ラウンド」（Challenge Round, 挑戦者決定戦）と「オールカマーズ・ファイナル」（All-Comers Final）で優勝を決定した。男子シングルスでは第4回大会の1884年から実施されてきたが、女子シングルスは第2回競技の1888年から行われた。
  - 大会前年度優勝者を除く選手は「チャレンジ・ラウンド」に出場し、前年度優勝者への挑戦権を争う。前年度優勝者は、無条件で「オールカマーズ・ファイナル」に出場できる。チャレンジ・ラウンドの勝者と前年度優勝者による「オールカマーズ・ファイナル」で、当年度の選手権優勝者を決定した。
  - この年は、男子シングルスの前年度優勝者ロバート・レンが参加できなかった。前年度優勝者が出場しなかった場合は「オールカマーズ・ファイナル」がなくなるため、チャレンジ・ラウンドの決勝結果を優勝記録表に掲載する。
- 競技ルールは、基本的にはウィンブルドン選手権に準拠して実施された。当時の女子シングルスには、他に類例のない特色がいくつかあった。
  - 本年度の女子シングルスでは、1回戦に先立って「予選ラウンド」（Preliminary Round）を実施し、出場選手11名のうち3名を絞り落とした。
  - 1894年-1901年まで、女子部門競技（女子シングルス・女子ダブルス・混合ダブルス）の決勝戦が最大5セット・マッチで行われた。1894年からは、女子シングルスのチャレンジ・ラウンド決勝 → オールカマーズ・ファイナルで最大5セット・マッチを実施した。テニス4大大会の女子競技で最大5セット・マッチが行われたのは、1890年代-1901年の全米選手権だけである。
- 初期の全米選手権のように、外国人出場者が少なかった時期は、地元アメリカ人選手の国籍表示を省略する。

## 大会前年度優勝者
- 男子シングルス：ロバート・レン　［大会不参加、米西戦争従軍のため］
- 女子シングルス：ジュリエット・アトキンソン
- 男子ダブルス：レオ・ウェア＆ジョージ・シェルドン
- 女子ダブルス：ジュリエット・アトキンソン＆キャスリーン・アトキンソン
- 混合ダブルス：D・L・マグルーダー＆ローラ・ヘンソン

## 男子シングルス

### チャレンジラウンド
準々決勝
- ウィリアム・ボンド vs. ホルコム・ウォード　6-3, 6-3, 6-4
- ドワイト・デービス vs. リチャード・スティーブンス　8-6, 6-4, 7-5
- レオ・ウェア vs. ジョージ・リー　6-2, 6-3, 6-4
- マルコム・ホイットマン vs. クラレンス・バドロング　11-9, 4-6, 4-6, 6-2, 8-6

準決勝
- ドワイト・デービス vs. ウィリアム・ボンド　6-1, 11-13, 6-4, 6-3
- マルコム・ホイットマン vs. レオ・ウェア　6-2, 6-0, 6-2

決勝
- マルコム・ホイットマン vs. ドワイト・デービス　3-6, 6-2, 6-2, 6-1　（ここで優勝決定。ホイットマンが本大会の優勝者になる）

## 女子シングルス

### チャレンジラウンド
準々決勝
- マリオン・ジョーンズ vs. キャスリーン・アトキンソン　6-4, 6-3
- キャリー・ニーリー vs. ヘレン・チャップマン　6-3, 6-2
- ヘレン・クランプ vs. モード・バンクス　6-1, 6-3
- マリー・ワイマー vs. エリザベス・ラストール　6-1, 6-0

準決勝
- マリオン・ジョーンズ vs. キャリー・ニーリー　6-0, 6-0
- ヘレン・クランプ vs. マリー・ワイマー　6-3, 2-6, 10-8

決勝
- マリオン・ジョーンズ vs. ヘレン・クランプ　6-4, 7-5, 6-4　［ここから最大5セット・マッチ］

### オールカマーズ決勝
- ジュリエット・アトキンソン vs. マリオン・ジョーンズ　6-3, 5-7, 6-4, 2-6, 7-5　（J・アトキンソンが本大会の優勝者になる）

## 決勝戦の結果
- 男子シングルス：マルコム・ホイットマン vs. ドワイト・デービス　3-6, 6-2, 6-2, 6-1　［チャレンジラウンド決勝］
- 女子シングルス：ジュリエット・アトキンソン vs. マリオン・ジョーンズ　6-3, 5-7, 6-4, 2-6, 7-5　［オールカマーズ決勝］
- 男子ダブルス：レオ・ウェア＆ジョージ・シェルドン vs. ホルコム・ウォード＆ドワイト・デービス　1-6, 7-5, 6-4, 4-6, 7-5
- 女子ダブルス：ジュリエット・アトキンソン＆キャスリーン・アトキンソン vs. キャリー・ニーリー＆マリー・ワイマー　6-1, 2-6, 4-6, 6-1, 6-2　［最大5セット・マッチ］
- 混合ダブルス：エドウィン・フィッシャー＆キャリー・ニーリー vs. J・A・ヒル＆ヘレン・チャップマン　6-2, 6-4, 8-6　［最大5セット・マッチ］